# Herrenhausen-Stöcken
Herrenhausen-Stöcken, Stadtbezirk Herrenhausen-Stöcken – 12. okręg administracyjny w Hanowerze, w Niemczech, w kraju związkowym Dolna Saksonia. Liczy 34 664 mieszkańców.   

## Dzielnice
W skład okręgu wchodzi siedem dzielnic (Stadtteil) (liczba mieszkańców na 31 grudnia 2011): 
- Burg, 3 725 mieszkańców
- Herrenhausen, 7 660 mieszkańców
- Ledeburg, 5 797 mieszkańców
- Leinhausen, 2 918 mieszkańców
- Marienwerder, 2 461 mieszkańców
- Nordhafen, 128 mieszkańców
- Stöcken, 11 975 mieszkańców

## Rozwój populacji

Wykres przedstawia rozwój populacji w powiecie Herrenhausen-Stöcken od 1 stycznia 2005 roku. 